# Marianne av Nederländerna
Marianne av Nederländerna (Wilhelmina Frederika Louise Charlotte Marianne), född 9 maj 1810 i Berlin, död 29 maj 1883 i Erbach, var en nederländsk prinsessa som genom äktenskap var prinsessa av Preussen. 

## Biografi
Gift 14 september 1830 i Haag med sin kusin prins Albrekt av Preussen. Dotter till kung Vilhelm I av Nederländerna och Wilhelmine av Preussen. 
Marianne var först förlovad med före detta svenska tronföljaren Gustav, men förlovningen bröts på begäran från Sverige 1828. Hennes äktenskap arrangerades som ett led i Nederländernas allians med Preussen - hennes bror gifte sig också med en medlem av Preussens dynasti. 
Relationen mellan Marianne och Albrekt blev olycklig. Albrekt var känd för sin misshandel av personalen och var också otrogen. Marianne lämnade 1845 sin make och rymde med sin älskare och kusk, Johannes van Rossum, som hon sedan levde öppet med i ett samboförhållande. Hennes skilsmässa gick igenom 28 mars 1849 och 30 oktober 1849 föddes hennes son med van Rossum, Johannes Wilhelm von Reinhartshausen, (död av lunginflammation 1861). 
Efter detta bröt hennes familj och före detta svärfamilj nästan all kontakt med henne. 1855 köpte Marianne slottet Schloss Reinhartshausen i Erbach, som blev en kulturell salong för konstnärer som hon försåg med kontakter; hon grundade här ett museum, Festsäle, med 600 målningar.

## Barn I 1:a äktenskapet
- Charlotte (1831-1855); gift på Charlottenburg 1850 med Georg II av Sachsen-Meiningen (1826-1914)
- Albrekt av Preussen (1837-1906); gift i Berlin 1873 med Maria av Sachsen-Altenburg (1854-1898)
- Elisabeth (f. och d. 1840)
- Alexandrine (1842-1906); gift i Berlin 1865 med Wilhelm av Mecklenburg-Schwerin (1827-1879)